# Cultura de Paquimé

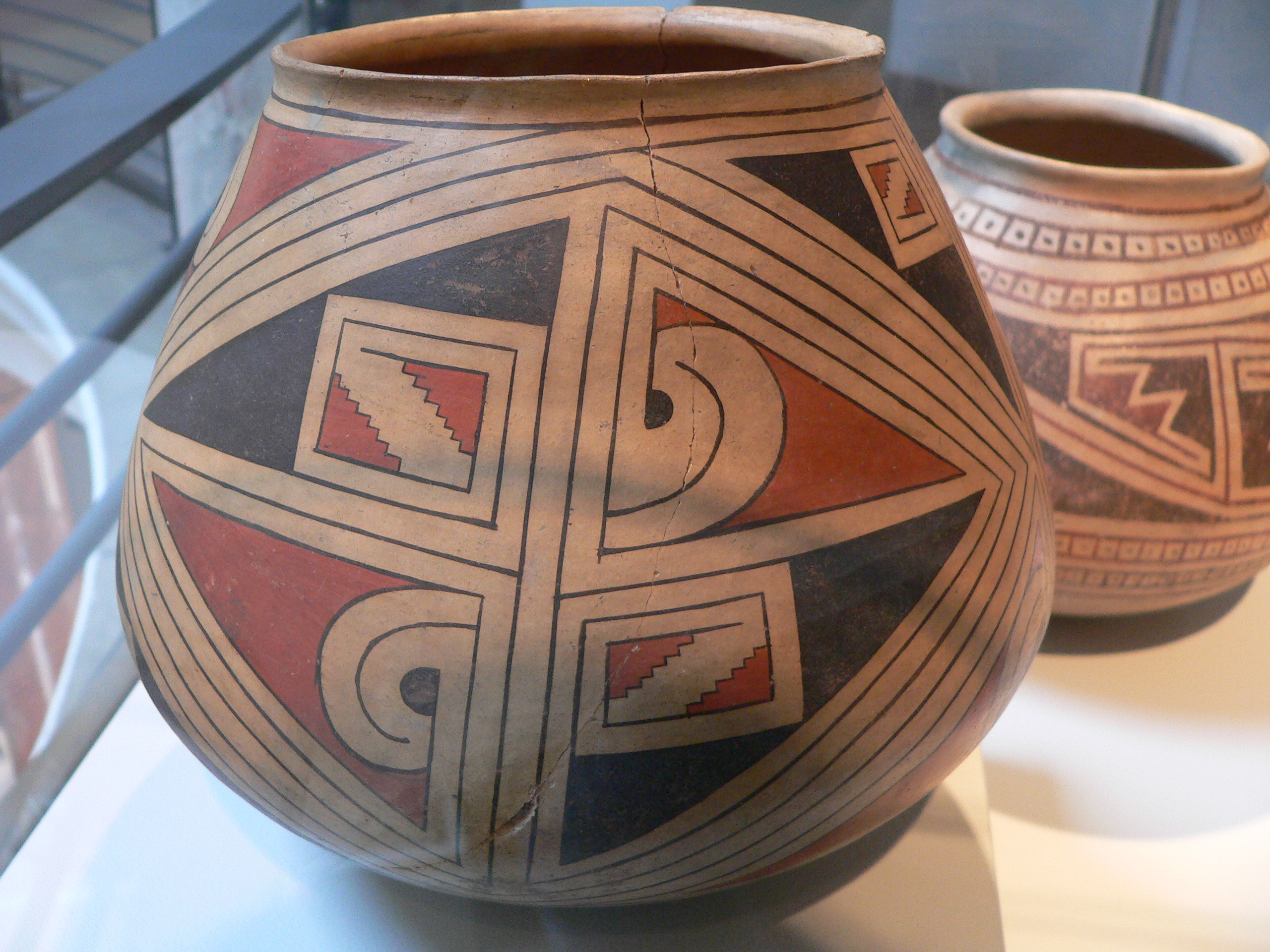
Jarra, de la cultura Casas Grandes. Forma parte de la colección del Museo de Stanford (Estados Unidos).

La cultura de Paquimé es una cultura que se desarrolló en el área Mogollón en  Aridoamérica. La máxima expresión de esta cultura se encuentra en la región de Casas Grandes (Chihuahua, México), particularmente en el sitio epónimo de Paquimé.

## Historia
En el año 700 d. C. dio inicio la cultura Paquimé en la zona de Casas Grandes con la práctica de la agricultura y construcción de pequeñas casas de adobe semisubterráneas y circulares construidas a la orilla de los ríos Piedras Verdes, San Pedro y San Miguel, dichos ríos forman al unirse el río Casas Grandes.
El origen de la cultura Paquimé (superárea cultural mesoamericana) tuvo lugar unos 2 mil años después de la separación de las culturas Mesoaméricanas y Aridoaméricanas. Algunos de los pueblos aridoamericanos empezaron a practicar el cultivo en la zona desértica del norte de México y el sur de los Estados Unidos, en un proceso fue gradual y dilatado. Así, : hacia el año 600 d. C. (periodo que coincide con la época del ocaso teotihuacano), algunos grupos aridoaméricanos recién habían adquirido las técnicas agrícolas, aunque otros --que tempranamente ocuparon el territorio luego poblado por los Hohokam, en el desierto de Sonora-- practicaron la irrigación mucho antes, en el periodo que media entre los SS. IX y V AC.
Finalmente en el año de 1319, la cultura comenzó su decadencia, y para mediados del siglo XIV, ya no quedaba más que ruinas de ésta cultura.
Y el día de hoy, podemos encontrar las ruinas de unas cuevas, que era el lugar que la Cultura Paquimé habitaba, se encuentran en el municipio de Casas Grandes, el actual estado de Chihuahua.La zona de sur de Chihuahua y Nuevo León. Sin embargo al elevarse las temperaturas y escasear el agua durante periodos de sequía, estas regiones se convirtieron, de nuevo, en desiertos o semidesiertos con poca vegetación, de difícil aprovechamiento por grupos sedentarios.

## Cuarenta casas
Es un sitio arqueológico ubicado a 337 kilómetros al noroeste de la capital del estado mexicano de Chihuahua específicamente en el Municipio de Madera. En esa zona se encuentran varias cuevas con construcciones en su interior, de ellas la más conocida es la Cueva de las Ventanas. Las Cuarenta Casas recibieron ese nombre porque los primeros exploradores españoles desconocían el número de cuevas con construcciones en su interior, ahora se sabe que el número de cuarenta casas es incorrecto, sin embargo el nombre se ha respetado.
La construcción de las cuarenta casas ocurrió durante la época de mayor esplendor de Paquimé (1205 a 1260 d. C.), época que corresponde al período tardío de la cultura Paquimé. De esa época datan las construcciones; en ese tiempo la zona de Cuarenta Casas fue utilizada como punto de reunión para los comerciantes nativos del grupo Paquimé que se comunicaban con las costas del océano Pacífico y el Golfo de California.
Se dice que el asentamiento de las Cuarenta Casas fue establecido para proteger las rutas comerciales de Paquimé. Se piensa que Paquimé, centro de la cultura regional debió de enfrentar muchos problemas para mantener sus rutas comerciales abiertas por lo que se miró obligada a crear asentamientos a lo largo para vigilar a los vecinos hostiles.
Se ignoran las razones por las que el asentamiento decayó, para el año 1340 d. C. Cuarenta Casas había dejado de existir, se piensa que fue tomado y destruido por sus enemigos. A la caída de Paquimé como centro social y cultural las rutas comerciales llegaron a su fin, quienes custodiaban las rutas abandonaron su misión y muchos asentamientos a lo largo de la ruta cayeron en el abandono. Después de ello, los pobladores se retiraron en busca de una forma de vida más sencilla, en ocasiones las cuevas de Cuarenta Casas volvieron a ser ocupadas con fines ceremoniales.

## Epílogo
A la llegada de los primeros europeos, las cuevas aún estaban habitadas por el grupo original, por lo que los españoles pudieron recabar información acerca de su forma de vida, los aborígenes se autonombraban Jovas, y con ese nombre se referían a un grupo o familia más amplio. Esa etnia se considera en la actualidad extinta.